# Can Tàpies
Can Tàpies és una masia al poble de Bigues al sector central-nord del terme municipal de Bigues i Riells, a llevant de Can Feliuà, i a ponent, una mica cap al sud, de Can Roca, al sud-est de Coll Ventós i al nord-est de Can Piler. És en un trencant d'aigües a l'esquerra del Torrent de la Font de la Guilla i a la dreta del Sot de Can Cogullada. Està inclosa en el Catàleg de masies i cases rurals de Bigues i Riells.